# Río Yamato

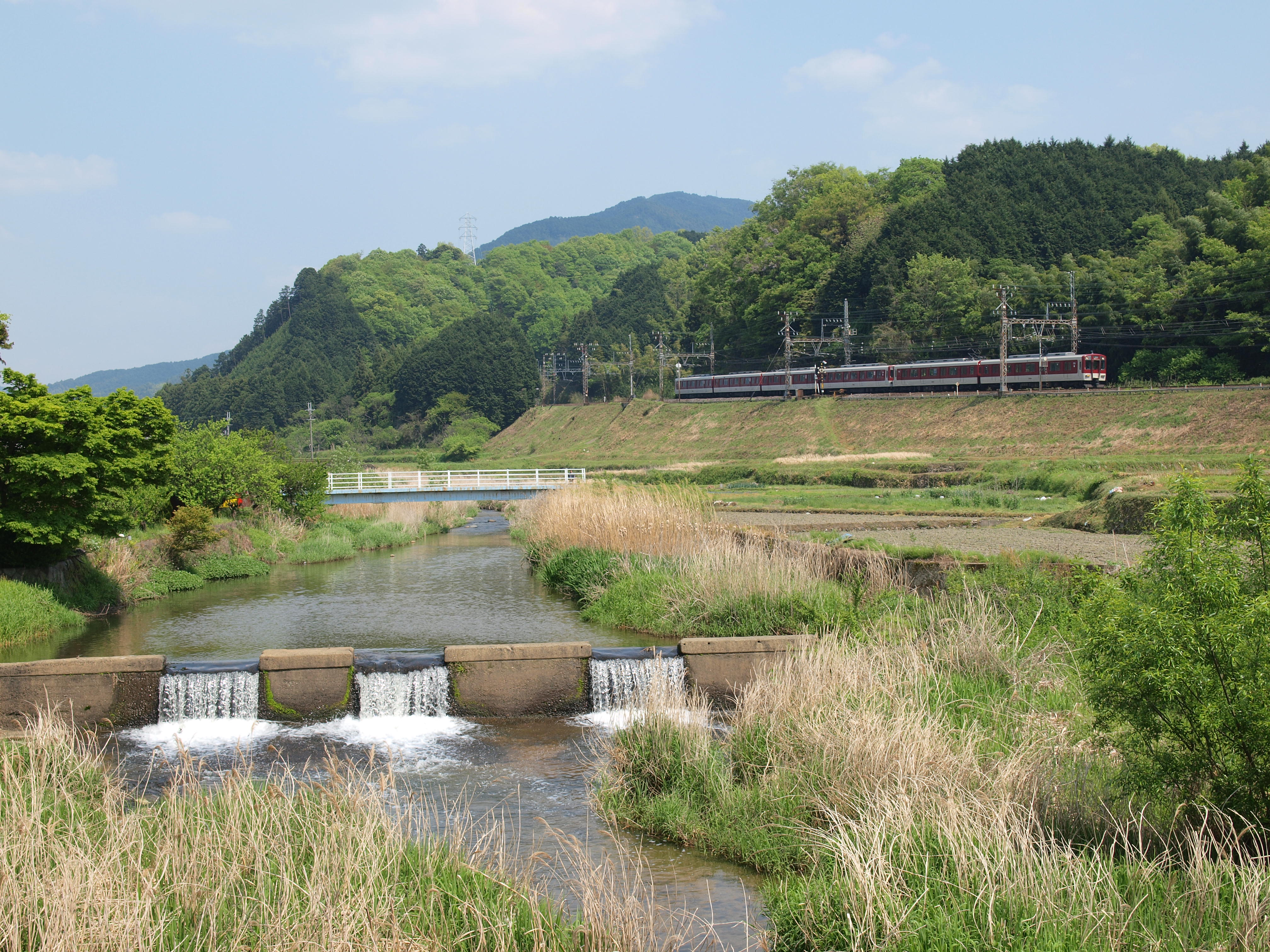
Río Yamato en Sakurai, Nara.

El río Yamato (大和川 Yamato-gawa?), es un río que cruza las prefecturas de Nara y de Osaka, Japón, y desemboca en la bahía de Osaka. Es también llamado río Hatsuse (初瀬川 Hatsuse-kawa?) en su curso superior. El río Yamato comienza donde finaliza el río Kamenose, el cual fluye a través de los picos rocosos de las cadenas montañosas de Ikoma y Kongo.
Originalmente, el río fluía hacia el norte desde Kashiwara. Sin embargo, desde 1704, su curso fue alterado, desviándolo hacia el oeste.
El río Yamato nace al norte de la ciudad de Sakurai, cerca del monte Kaigahira, a una altitud de 822 m sobre el nivel del mar. Desemboca en la bahía de Osaka, entre las ciudades de Osaka y Sakai.